# Liga Patriótica Española
La Liga Patriótica Española fue una efímera organización española nacionalista de extrema derecha fundada en Barcelona en 1919 como reacción al empuje nacionalista catalán de la época.
La organización, que se nutrió de militares, policías, expolicías, funcionarios, obreros carlistas, republicanos lerrouxistas, seguidores de Juan Vázquez de Mella y aficionados del RCD Español, participó en reyertas callejeras y tiroteos enfrentándose a grupos nacionalistas catalanes.
Según Xavier Casals, su origen se remonta al «españolismo incondicional» configurado en el siglo xix entre los peninsulares de La Habana ante el secesionismo cubano. «Tras la derrota española de 1898 militares y civiles repatriados lo exportaron a la Península».
Ha sido considerada como un ejemplo de una posible primera expresión del fascismo en España; también se ha comparado su conformación con la de las ligas patrióticas francesas de extrema derecha.